# 晴班福氏躄魚
晴班福氏躄魚是輻鰭魚綱鮟鱇目躄魚亞目躄魚科的其中一種，為亞熱帶海水魚，分布於西大西洋區，從加拿大、美國至加勒比海、委內瑞拉海域，棲息深度1-500公尺，體長可達38公分，棲息在的岩礁區、珊瑚礁區，肉食性，生活習性不明，可作為觀賞魚。

## 扩展阅读
維基物種上的相關：晴班福氏躄魚